# ArcelorMittal Asturias
ArcelorMittal Asturias es una filial de ArcelorMittal. Consta de dos factorías: Gijón y Avilés, si bien esta última ocupa terrenos de cuatro concejos: Avilés, Carreño, Corvera de Asturias y Gozón. Es la única planta siderúrgica integral de España y el mayor centro siderúrgico del país.

## Historia
El origen de ArcelorMittal Asturias se remonta al 15 de junio de 1950, cuando el Gobierno español crea la Empresa Nacional Siderúrgica Sociedad Anónima (ENSIDESA) en la comarca Avilés; una factoría siderúrgica de tipo integral, es decir, aquella que fabrica productos siderúrgicos partiendo de mineral de hierro y carbón concentrando todos los procesos. ENSIDESA vino a cambiar por completo la fisionomía de la comarca, haciendo de Avilés un Polo de Desarrollo.
A mediados de los años 1960, las tres siderurgias históricas de Asturias (Fábrica de Mieres, Fábrica de La Felguera y Fábrica de Moreda) ponen en marcha la Unión de Siderúrgicas Asturianas (Uninsa) y construyen una factoría en Veriña, a las afueras de Gijón. Esto provocaría el final de la actividad siderúrgica en las viejas plantas de Mieres y Langreo.
En 1973 el Estado se hace con la totalidad de las acciones de Uninsa y la fusiona con Ensidesa.
En la década de 1990, tras dos reconversiones, tendrá lugar la concentración de las principales siderúrgicas españolas. De la unión de ENSIDESA, Altos Hornos de Vizcaya y Altos Hornos del Mediterráneo, nacería la Corporación de la Siderurgia Integral, que posteriormente cambiaría su denominación a CSI Corporación Siderúrgica. Una vez privatizada pasará a denominarse Aceralia.
En 2001, Aceralia, la siderúrgica luxemburguesa Arbed y la francesa Usinor formarían la primera empresa siderúrgica mundial por volumen de producción, Arcelor, que en 2006 se fusionaría con la segunda compañía en volumen, Mittal Steel.
Asturias es hoy la única región siderúrgica en España, concentrando la actividad de Arcelor-Mittal en las plantas de Avilés y Veriña, Gijón. Los altos hornos se encuentran en esta última, concentrados aquí tras el desmantelamiento de los de Avilés. Además, en 2017 se anunció la implantación en Asturias del tercer centro mundial en macrogestión de datos así como la especialización en el sector eólico marino. También se anunció la construcción de nuevas baterías de coque.
El 22 de marzo de 2023 se incendia el Alto Horno A de la planta de Veriña, en Gijón, y es gravemente dañado. Este horno es, junto al Alto Horno B de la misma planta, los únicos altos hornos de España.